# 峰相山
峰相山（みねあいやま）は、兵庫県姫路市にある山である。標高244m。

## 地理
- 姫路市北西部にある。書写山と菅生川をはさんで西隣に位置する。山陽自動車道の白鳥パーキングエリアから北西方向にその姿が見られる。
- 山頂付近に鋭角の巨大な石舞台があり、地元では「とんがり山」とも呼ばれている。
- 石倉方面の山麓の竹林で収穫される筍が美味であり、シーズン中は即売会が催されている。

## 歴史・観光
- 日本最古の寺院の説もある鶏足寺がかつて存在した。
- テーマパークの太陽公園が山麓にある。
- 東洋大姫路高校野球部のナイター設備や合宿場が完備された練習グラウンドが山麓にある。

## 交通

### 鉄道・バス
- JR 姫路駅から神姫バスで、白鳥タウン行きに乗車し白鳥台三丁目で下車。北西に徒歩10分。

### 道路
- 兵庫県道545号石倉玉田線